# Michael Banks
Pour les articles homonymes, voir Banks.
Michael Banks (1846-1905) est un marin britannique qui fut conseiller étranger au Japon durant l'ère Meiji.
Né à Belfast, il prend la mer dans sa jeunesse. Mousse durant la guerre de Sécession, il fait partie de l'équipage du croiseur confédéré Alabama. Il arrive à Nagasaki en 1867 sur un autre navire américain et décide de rester au Japon. Il devient le premier officier de deuxième classe employé par le chantier naval Mitsubishi et il est d'abord assigné sur le navire à vapeur Kyūshū-maru. De 1870 à 1872, il travaille également comme capitaine pour la compagnie M. C. Adams & Co.. Ses activités de 1873 à 1876 ne sont pas connues, mais en 1877 il devient un capitaine côtier et portuaire indépendant à Nagasaki effectuant la route entre la Chine et le Japon. Il épouse une Japonaise nommée Koyama Tsuko et adopte une fille.
Il meurt à son domicile le 6 mars 1905 et est enterré au cimetière international Sakamoto à Nagasaki. 